# Hibiscus rosa-sinensis
O mimo-de-vênus (Hibiscus rosa-sinensis), também conhecido por hibisco, papoula ou graxa-de-estudante (devido ao efeito mucilaginoso das folhas, podendo lustrar sapatos), é um arbusto lenhoso, fibroso, com até 5 metros de altura, originário da Ásia tropical e do Havaí, onde é considerado a flor nacional. Possui 5 000 variedades. Muito difundido no mundo pelas propriedades ornamentais, possui diversas variedades e formas, com flores grandes ou pequenas, geralmente vermelhas, com pétalas lisas ou crespas. As folhas,  variegadas ou não, podem ser largas ou estreitas. Muito cultivado no Brasil, com vários híbridos e variedades, é utilizado com muito sucesso na arborização urbana abaixo da rede elétrica, devido ao pequeno porte, necessitando condução e poda, além de enfeitar jardins, praças e servir de cerca-viva.

## Etimologia
Hibiscus rosa-sinensis é um binômio científico foi nomeado em 1753 por Carl Linnaeus em sua obraSpecies Plantarum. O termo "rosa-sinensis" que pode ser traduzido do Latim Científico significa literalmente "rosa da China", embora não esteja intimamente relacionado com as verdadeiras rosas.

## Descrição

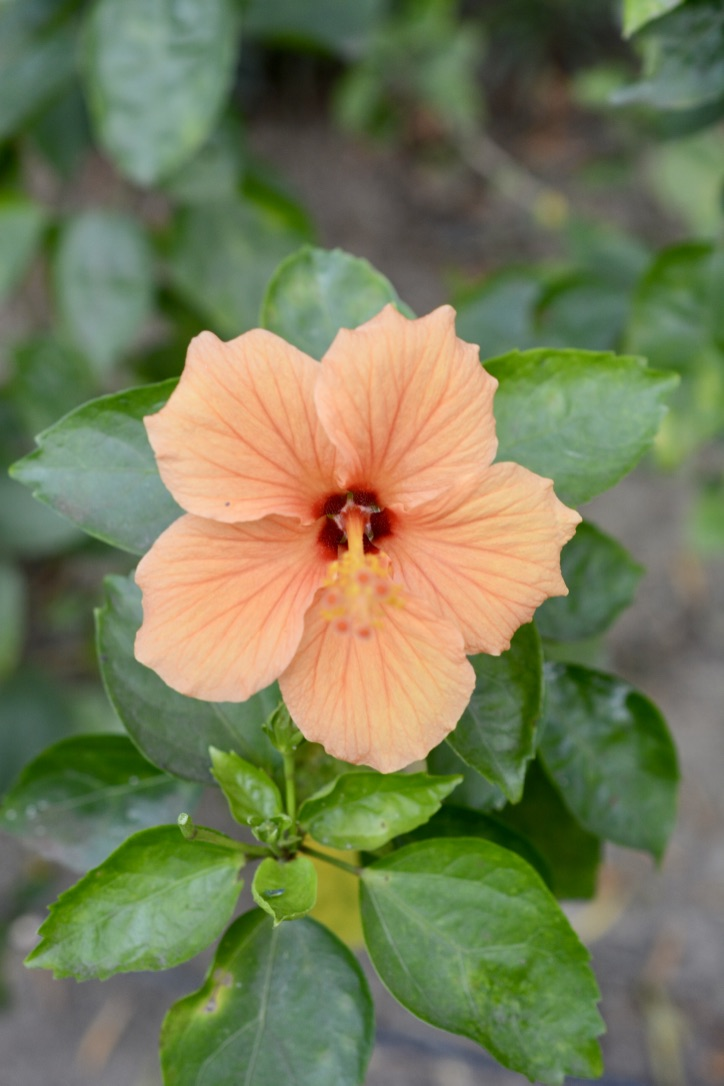
China Rose

Hibiscus rosa-sinensis é um arbusto perene ou uma árvore pequena crescendo 2,5–5 m de altura e 1,5–3 m de largura, com folhas brilhantes e flores solitárias vermelhas, no verão e no outono. As flores de 5 pétalas tem 10 cm de diâmetro, com anteras proeminentes de cor vermelho alaranjado.

## Características vegetativas
A raiz é uma raiz de derivação ramificada. O caule é aéreo, ereto, verde, cilíndrico e ramificado. A folha é simples, com "filotaxia" alternativa e é peciolada. A forma da folha é ovalada, a ponta é aguda e a margem é serrilhada. A venação é reticulado unicostate. A venação é ramificada ou divergente. Estípulas laterais livres estão presentes.
A flor é:
Completo (bissexual), Actinomórfico, Bráctea , Bracteolato ou ebracteolato, Pedicelado, Diclamídico, Regular, Pentâmero, Hipoginia - com Ovário superior e Solitária.

### Equação floral
Br,Brl,☿,K5,[C5 A∞],G5-Superior hipoginia com arranjo retorcido

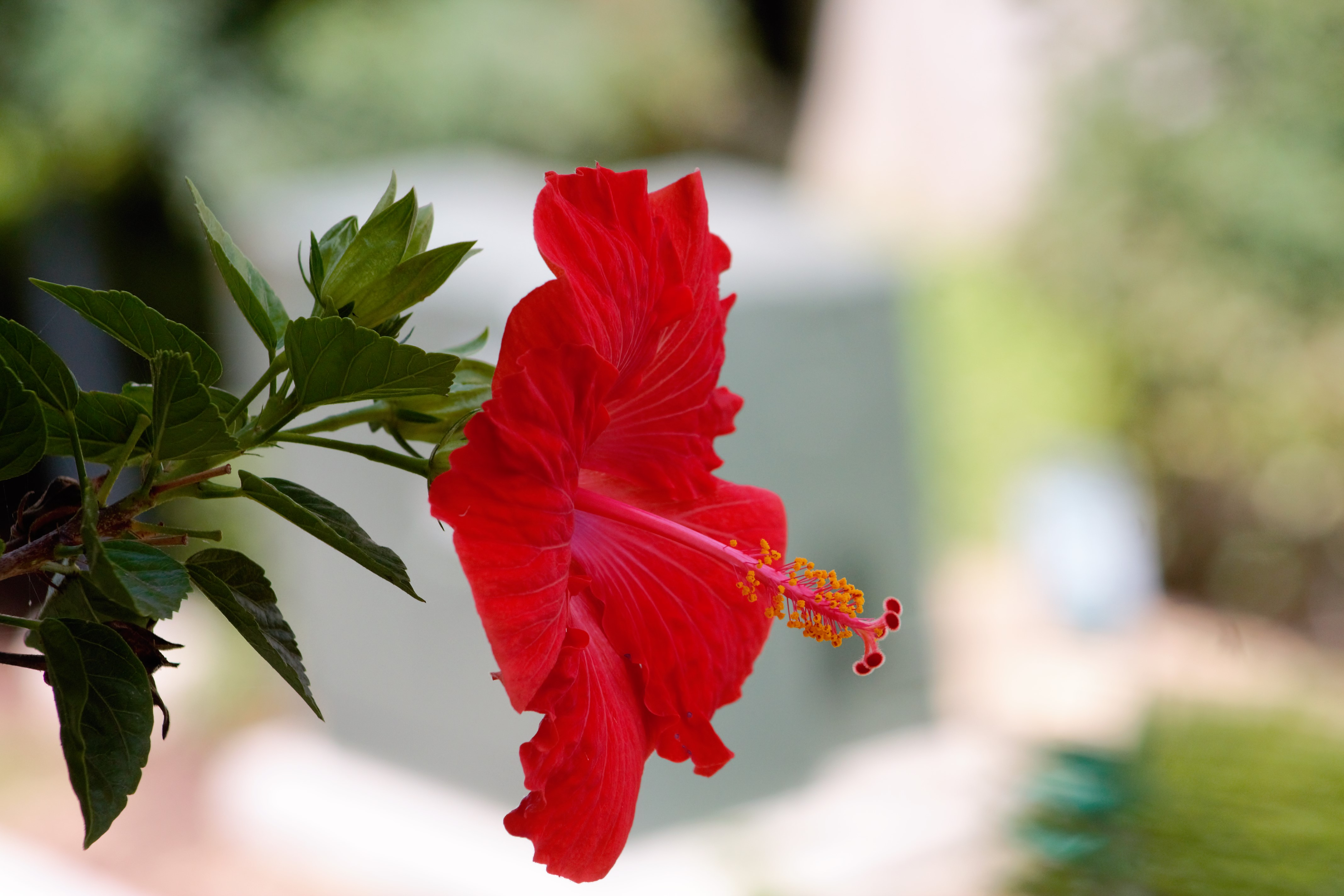
Flor de hibisco exibindo as pétalas, estilo, estigma e anteras com destaque. Sépalas do cálice (na flor) estão escondidas atrás das pétalas, enquanto elas podem ser vistas perto de uma flor caída.

## Ecologia
Apesar de seu tamanho e tons vermelhos, que são atraentes para aves nectarívoras, ela não é visitado regularmente por beija-flores quando cresce nos Neotrópicos. Contudo, espécies generalistas, como a  Amazilia lactea, ou espécies de bico longo, como a Heliomaster squamosus, ocasionalmente a visitam. Nas regiões subtropicais e temperadas da América, os beija-flores são atraídos regularmente por ela..
A borboleta ameaçada de extinção  Papilio homerus, a maior do hemisfério ocidental, é conhecida por se alimentar do néctar do Hibiscus.

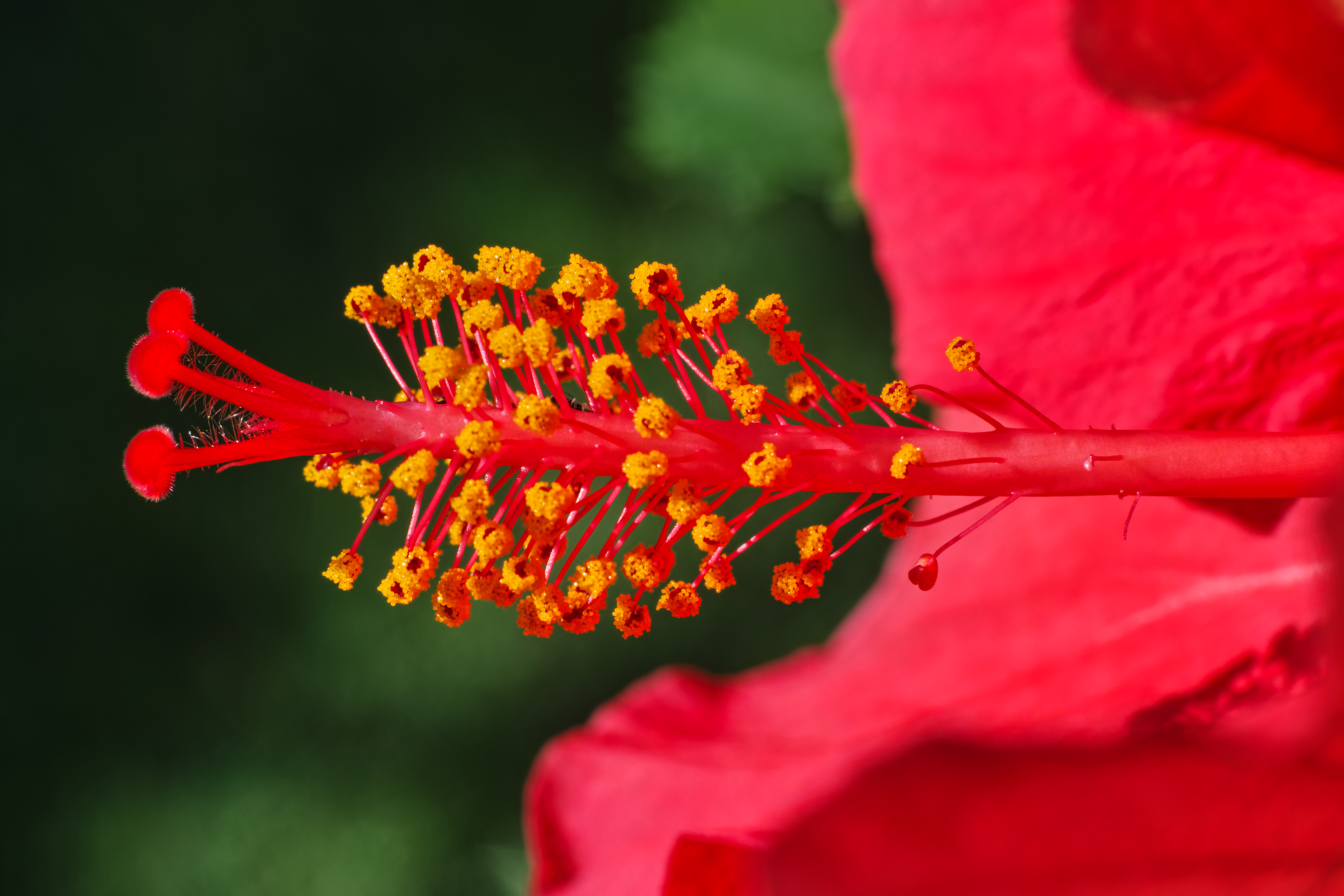
Os [estames] da flor estão parcialmente fundidos em um cilindro que circunda o estilo

## Genética
Hibiscus rosa-sinensisé uma das muitas espécies de plantas com uma característica genética conhecida como poliploidia, em que existem mais de dois conjuntos completos de cromossomos, ao contrário da maioria das outras espécies.   Um efeito colateral da poliploidia é uma condição na qual o fenótipo da prole pode ser bem diferente do genitor, ou de qualquer ancestral, essencialmente permitindo a expressão possivelmente aleatória de todas (ou algumas) das características de todas as gerações que já foi antes. Por causa dessa característica, H. rosa-sinensis tornou-se popular entre os amadores que cruzam e recruzam variedades, criando novas variedades nomeadas e segurando competições para expor e julgar as muitas novas mudas resultantes e, muitas vezes, flores extraordinariamente únicas.[carece de fontes?]

## Usos

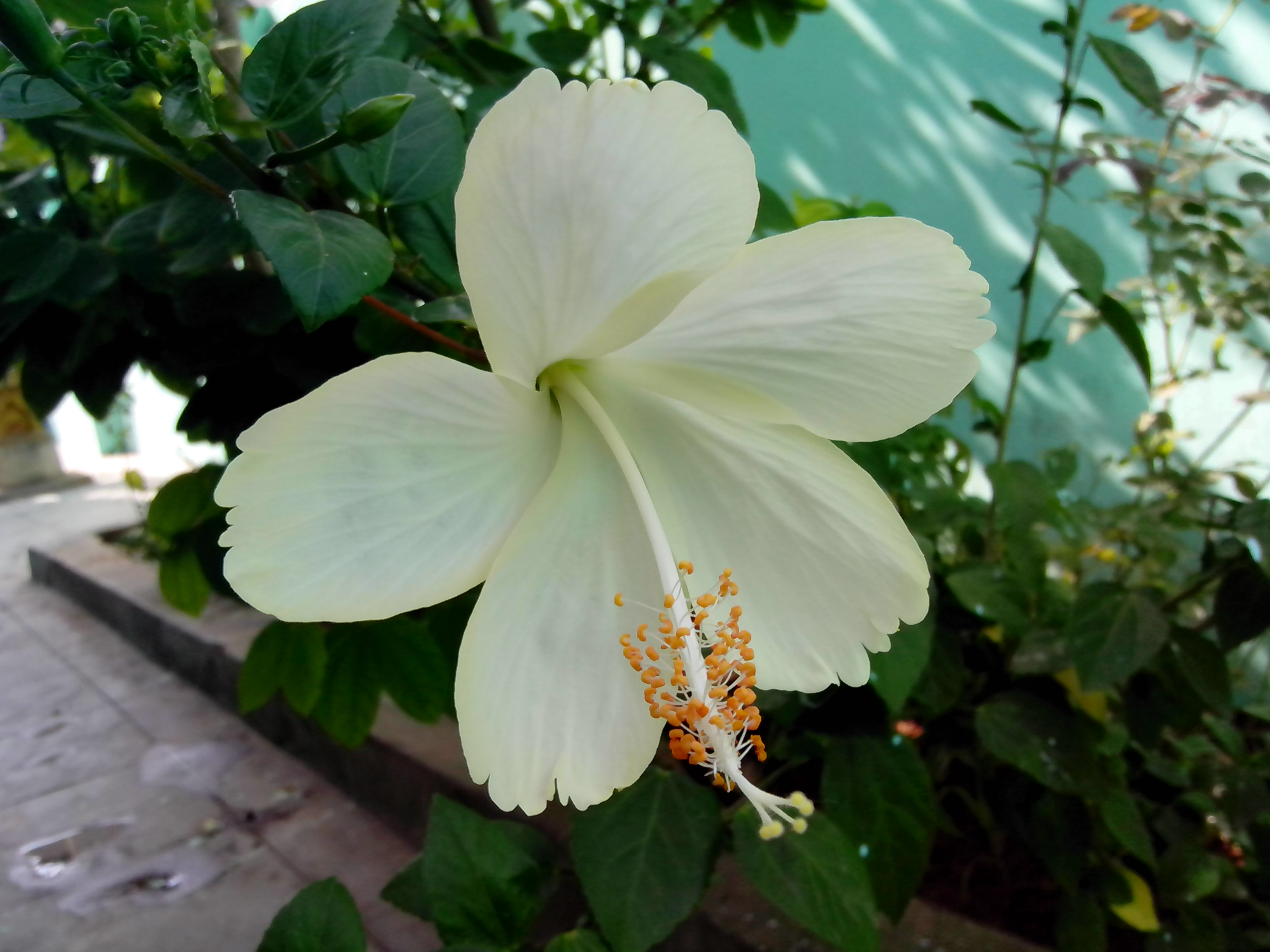
Um cultivar branco

As flores do "Hibiscus rosa-sinensis" são comestíveis e são usadas em saladas nas Ilhas do Pacífico. Predefinição:Citação necessário A flor é usada adicionalmente no cuidado do cabelo como uma preparação. Também é usado para lustrar sapatos em certas partes da Índia. Também pode ser usado como um indicador de pH. Quando usada, a flor transforma soluções ácidas em uma cor rosa escuro ou magenta e soluções básicas para verde. Também é usado para a adoração de Devi, e a variedade vermelha é especialmente proeminente, tendo uma parte importante no tantra. Na Indonésia, essas flores são chamadas de "kembang sepatu", que literalmente significa "flor de sapato". Em vários países, as flores são secas para uso em uma bebida, geralmente [chá de hibisco|chá].

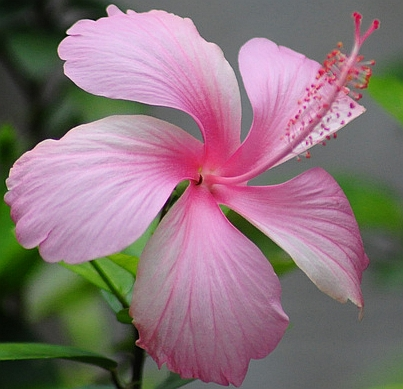
Hibiscus rosa no Sul da India

Hibiscus rosa-sinensis é considerado ter um número de usos médicos em herbologia chinesa. Pode ter algum potencial no cuidado cosmético da pele; por exemplo, um extrato das flores de  Hibiscus rosa-sinensis  mostrou funcionar como um agente anti-solar por absorver radiação ultravioleta.